# Чвырёв, Виктор Георгиевич
Виктор Георгиевич Чвырёв (род. 1926) — советский и российский учёный-медик, гигиенист, организатор здравоохранения и медицинской науки, доктор медицинских наук (1966), профессор (1970), генерал-майор медицинской службы (1983).

## Биография
Родился 30 января 1926 года в городе Ряжске Рязанской области.
С 1943 по 1948 годы обучался в Военно-медицинской академии имени С. М. Кирова, которую окончил с золотой медалью. С 1948 по 1950 годы — военный врач-специалист Лабораторного отделения Рижского военно-морского госпиталя Военно-морского флота СССР.
С 1950 по 1952 годы обучался в адъюнктуре по кафедре общей гигиены Военно-морской медицинской академии, ученик профессора В. А. Яковенко. С 1953 по 1957 годы — старший научный сотрудник управления обитаемости, с 1957 по 1962 годы — заместитель начальника отдела физиологии и гигиены подводного плавания Центрального научно-исследовательского института военного кораблестроения ВМФ СССР.
С 1962 по 1965 годы — старший научный сотрудник кафедры военно-морской и радиационной гигиены, с 1965 по 1969 годы — преподаватель, с 1969 по 1972 годы — старший преподаватель, с 1972 по 1976 годы —  заместитель начальника кафедры общей и военной гигиены, с 1976 по 1982 годы — начальник кафедры военно-морской и радиационной гигиены Военно-медицинской академии имени С. М. Кирова. С 1982 по 1991 годы — главный гигиенист Министерства обороны СССР.
В 1953 году В. Г. Чвырёв защитил диссертацию на соискание учёной степени кандидата медицинских наук, а в 1966 году — диссертацию на соискание учёной степени доктора медицинских наук по теме «Гигиеническая характеристика обитаемости подводных лодок». В 1970 году В. Г. Чвырёву было присвоено учёное звание профессора. В 1983 году Постановлением Совета Министров СССР В. Г. Чвырёву было присвоено воинское звание генерал-майора медицинской службы.
Основная педагогическая и научно-методическая деятельность В. Г. Чвырёва была связана с вопросами в области организации войсковых санитарно-гигиенических мероприятий, разработки проблем радиационной безопасности, обитаемости кораблей, гигиены труда, военно-морской, коммунальной и радиационной гигиены. В. Г. Чвырёв являлся организатором санитарно-гигиенического обеспечения воинских частей и подразделений в период их участия в Афганской войне, ликвидации аварии на ЧАЭС и участия войск в Спитакском землетрясении. Являлся членом Президиума Всесоюзного гигиенического общества и учёным секретарём Совета ВМА имени С. М. Кирова, членом редакционной коллегии «Военно-медицинского журнала». Являлся автором свыше 130 научных трудов, им было подготовлено одиннадцать докторов и кандидатов наук.

## Награды и премии
- Орден Трудового Красного Знамени
- Орден Красной Звезды
- Орден «За службу Родине в Вооружённых Силах СССР» III степени
- Орден «Знак Почёта»